# Sergey Fomin
Sergey Wladimirowitsch Fomin (russisch Сергей Владимирович Фомин, deutsche Transkription Sergei Fomin; * 16. Februar 1958 in Leningrad) ist ein russisch-US-amerikanischer Mathematiker.
Fomin studierte an der Staatlichen Universität Leningrad mit dem Abschluss 1979 und der Promotion 1982 bei Leonid Wladimirowitsch Ossipow und Anatoli Werschik (Rate der Konvergenz im multidimensionalen zentralen Grenzwertsatz). Er war 1982 bis 1991 an der Staatlichen Universität für Elektrotechnik (LETI) in Sankt Petersburg (als Dozent) und 1992 bis 2000 am Massachusetts Institute of Technology (Assistant Professor 1993, Associate Professor 1996), bevor er 1999 Associate Professor und 2001 Professor an der University of Michigan wurde. Seit 2007 ist er Robert M. Thrall Collegiate Professor.
Außerdem war er 1991 bis 2005 Wissenschaftler am Institut für Informatik und Automation der Russischen Akademie der Wissenschaften in Sankt Petersburg. Er war Gastwissenschaftler am Mittag-Leffler-Institut (1992, 2005), am MSRI, am Isaac Newton Institute, an der Universität Straßburg (IRMA), am Hausdorff-Institut in Bonn und am Erwin-Schrödinger-Institut für Mathematische Physik in Wien.
Er befasst sich mit Kombinatorik und deren Anwendung in Algebra, Geometrie und Darstellungstheorie und führte mit Andrei Zelevinsky Cluster-Algebren ein. Weiter befasste er sich mit abzählender Geometrie (Schubert-Kalkül) und mathematischer Physik (u. a. Yang-Baxter-Gleichung, Bethe-Ansatz).
2012 wurde er Fellow der American Mathematical Society. Er war Invited Speaker auf dem Internationalen Mathematikerkongress 2010 in Hyderabad (Total positivity and cluster algebras). Für 2018 erhielt er den Leroy P. Steele Prize for Seminal Contribution to Research der American Mathematical Society. 2023 wurde Fomin in die American Academy of Arts and Sciences gewählt.
Er hat die russische und US-amerikanische Staatsbürgerschaft. Fomin ist seit 1979 verheiratet und hat zwei Kinder.

## Schriften
- mit Andrei Zelevinsky: {\displaystyle Y}-systems and generalized associahedra. In: Annals of Mathematics. Band 158, Nr. 3, 2003, S. 977–1018, JSTOR:3597238.
- mit Andrei Zelevinsky: Cluster Algebras.
  - Teil 1: Foundations. In: Journal of the American Mathematical Society. Band 15, Nr. 2, 2002, S. 497–529, doi:10.1090/S0894-0347-01-00385-X;
  - Teil 2: Finite type classification. In: Inventiones Mathematicae. Band 154, Nr. 1, 2003, S. 63–121, doi:10.1007/s00222-003-0302-y;
  - Teil 3: Upper bounds and double Bruhat cells. In: Duke Mathematical Journal. Band 126, Nr. 1, 2005, S. 1–52, doi:10.1215/S0012-7094-04-12611-9;
  - Teil 4: Coefficients. In: Compositio Mathematica. Band 143, Nr. 1, 2007, S. 112–164, doi:10.1112/S0010437X06002521.
- mit Andrei Zelevinsky: Total positivity: tests and parametrizations. In: The Mathematical Intelligencer. Band 22, Nr. 1, 2000, S. 23–33, doi:10.1007/BF03024444.